# Христианский блэк-метал
Христиа́нский блэ́к-ме́тал (англ. Christian black metal), также известен как unblack metal (или white metal, что не совсем верно), — подвид жанра блэк-метал, по звучанию схож с raw black metal с теми или иными влияниями других направлений блэк-метала, но кардинально отличается от родоначальника идеологией, а именно — лояльностью к христианству.

## Описание жанра
Христианский блэк-метал противопоставляет себя сатанинско-языческой тематике в традиционном блэк-метале, считая это трендом и модой. Группы христианского толка в блэк-метале являются по сути «протестом в протесте» и «нонконформистами среди нонконформистов», выступая против ставших традиционными для блэка взглядов. В этом состоит существенное отличие обычного христианского метала от христианского блэка. Если первый просто демонстрирует свои религиозные убеждения, то христианский блэк явным образом позиционирует себя как протест традиционному блэку, засилию кощунственных настроений и надругательств над религиозными образами.
Темами лирики часто становятся «священные войны», крестовые походы. К противникам христианства исполнители зачастую демонстрируют агрессивность настроений и воинственность, отчасти подтверждая этим свою причастность родоначальнику жанра.
В отношении сценического образа музыкантов в христианском блэк-метале отличий от традиционного блэка немного: аналогичный выбор одежды, длинные волосы, корпспэйнт, кровь, при этом присутствует библейская и христианская символики, а не сатанинская или антирелигиозная.

## Известные группы
Antestor являются первой и самой известной христианской блэк-метал-группой.
| Группа            | Страна    | Основана | Примечания |
| ----------------- | --------- | -------- | ---------- |
| Admonish          | Швеция    | 1994     | [ 1 ]      |
| Antestor          | Норвегия  | 1991     | [ 2 ]      |
| Crimson Moonlight | Швеция    | 1997     | [ 3 ]      |
| Drottnar          | Норвегия  | 1996     | [ 4 ]      |
| Extol             | Норвегия  | 1994     | [ 5 ]      |
| Frost Like Ashes  | США       | 2001     | [ 6 ]      |
| Holy Blood        | Украина   | 1999     | [ 7 ]      |
| Horde             | Австралия | 1994     | [ 8 ]      |
| Lengsel           | Норвегия  | 1995     | [ 9 ]      |
| Sanctifica        | Швеция    | 1996     | [ 10 ]     |
| Vaakevandring     | Норвегия  | 1999     | [ 11 ]     |
| Blood Covenant    | Армения   | 2001     | [ 12 ]     |

## Отношение к исполнителям
Среди поклонников и исполнителей традиционного блэк-метала отношение к христианскому блэку неоднозначное. Одни уважают его исполнителей за их музыку, смелость и собственную точку зрения. Другие считают данное направление ненужным и бессмысленным, подвергают насмешкам. Третьи называют их «предателями» жанра и даже посылают в их адрес угрозы — как, например, Евронимус из Mayhem.